# Jörg Hoßbach
Jörg Hoßbach (* 13. November 1964 in Braunschweig) ist ein ehemaliger deutscher Fußballtorwart und heutiger -trainer.

## Karriere
1981 kam Hoßbach zu Eintracht Braunschweig und stand in der Saison 1984/85 erstmals im Profikader. Sein Bundesligadebüt gab er am 24. November 1984 im Spiel gegen Werder Bremen (1:4). Die Saison endete mit dem Abstieg. In der Folgezeit stieg Hoßbach zum Stammtorwart auf. Für den Verein lief es sportlich allerdings nicht nach Plan und die Mannschaft musste 1987 den Gang in die Oberliga Nord antreten. Dort verlor Hoßbach seinen Status als „Nummer 1“ an Uwe Hain und schloss sich 1988 dem Hamburger SV an. Beim HSV kam er in zwei Jahren zu keinem Einsatz und verließ den Verein Richtung VfL Wolfsburg. Dort erlebte er erst den Aufstieg in die 2. Bundesliga 1991 und in seinem letzten Jahr als Aktiver den Aufstieg in die Bundesliga 1997.
Danach beendete er seine Karriere und wurde Torwarttrainer beim VfL. Im Jahr 2000 erwarb er die Trainer-A-Lizenz. 2008 schied er beim VfL Wolfsburg aus und begann ein Jahr später in gleicher Funktion beim saudi-arabischen Klub Al Hilal zu arbeiten. Dort war er unter den Trainern Reinhard Stumpf, Eric Gerets und Gabriel Calderón tätig. Im November 2011 wurde er beim SV Grün-Weiß Waggum als Trainer der A-Junioren vorgestellt.

### Statistik
| Liga          | Spiele (Tore) |
| ------------- | ------------- |
| Bundesliga    | 03 (0)        |
| 2. Bundesliga | 90 (0)        |
| Wettbewerb    |               |
| DFB-Pokal     | 03 (0)        |